# Biskupi Fuzhou
Biskupi Fuzhou – rzymskokatoliccy biskupi mający swoją stolice biskupią w Fuzhou, obecnie w Chińskiej Republice Ludowej. W Fuzhou mieściła się stolica wikariatu apostolskiego (1680 - 1946) i archidiecezji (1946 - nadal).

## Ordynariusze

### Wikariusze apostolscy Fujianu

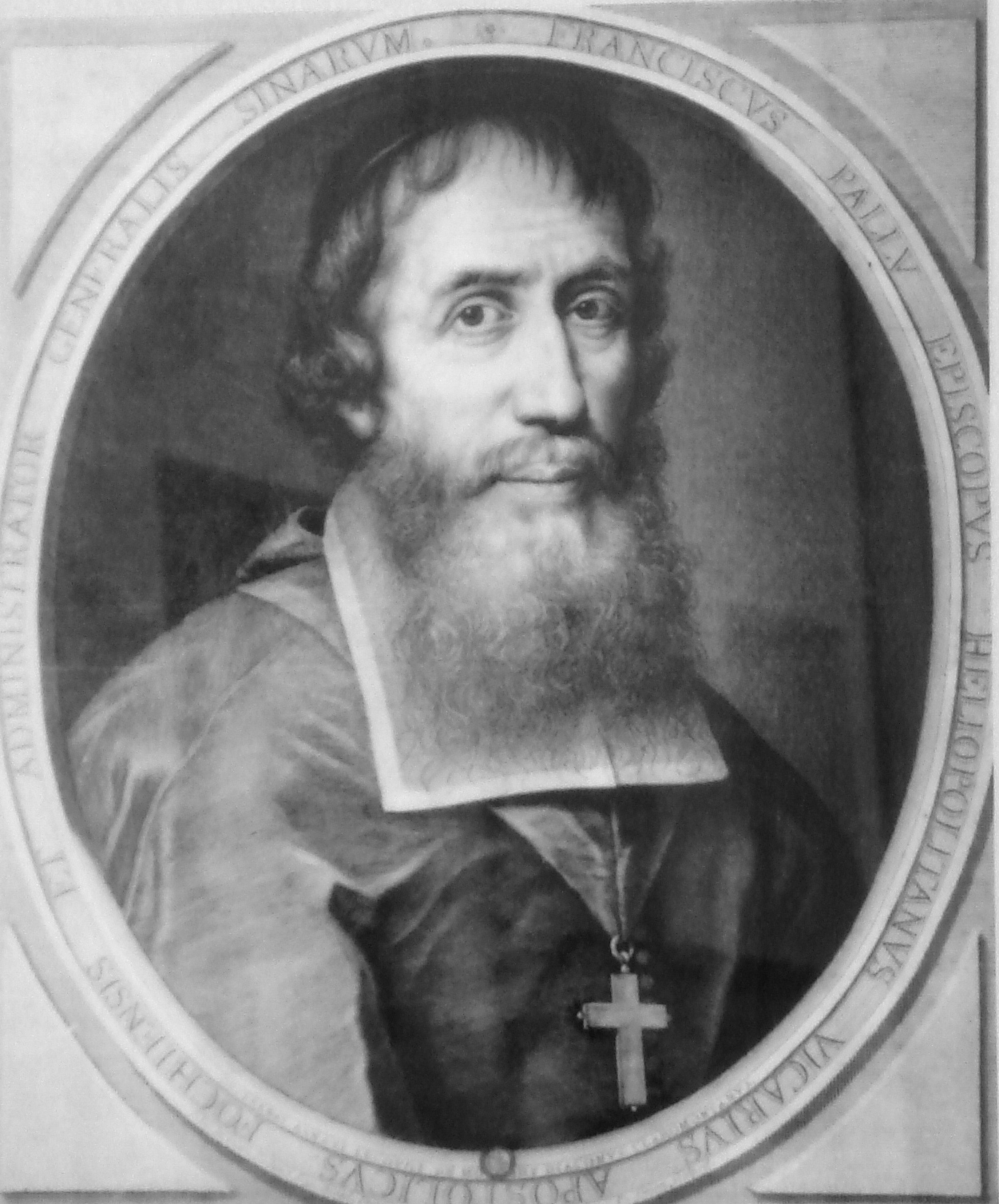
François Pallu MEP

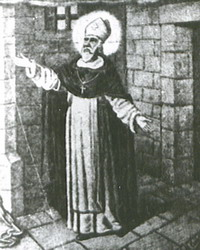
św. Piotr Sans i Yordà OP

- François Pallu MEP[1] (15 kwietnia 1680 - 29 października 1684)
- Bernardino della Chiesa OFM (29 października 1684 - 1687) mianowany wikariuszem apostolskim Pekinu
- o. Francisco Varo OP (25 stycznia 1687 - 31 stycznia 1687) nie objął urzędu; mianowany wikariuszem apostolskim Guangdong-Kuangsi-Junnan
- Charles Maigrot MEP (5 lutego 1687 - 4 maja 1708)
- o. Magino Ventallol OP (3 grudnia 1718 - 3 stycznia 1732) nie konsekrowany
- św. Piotr Sans i Yordà OP (3 stycznia 1732 - 26 maja 1747)
- św. Franciszek Serrano Frías OP (26 maja 1747 - 28 października 1748) nie konsekrowany
- Francisco Pallás y Faro OP (11 lipca 1753 - 6 marca 1778)
- José Calvo OP (16 lutego 1781 - 15 października 1812)
- Roque José Carpena Díaz OP (15 października 1812 - 30 grudnia 1845)
- Miguel Calderón OP (30 grudnia 1845 - 14 lutego 1883)

### Wikariusze apostolscy Północnego Fujianu
- Salvador Masot y Gómez OP (20 czerwca 1884 - 17 marca 1911)
- Francisco Aguirre Murga OP (13 grudnia 1911 - 27 grudnia 1923)

### Wikariusz apostolski Fuzhou
- Francisco Aguirre Murga OP (27 grudnia 1923 - 12 czerwca 1941)

### Arcybiskupi Fuzhou
- Theodore Labrador Fraile OP (13 czerwca 1946 - 6 maja 1980)
  - ks. John Baptist Ye Ershi (1976 – 1984) administrator apostolski; mianowany arcybiskupem
  - ks. John Yang Shudao (1982 – 1987) administrator apostolski
- John Baptist Ye Ershi (1984 – 1987)
- John Yang Shudao (1995 - 29 grudnia 2006)
  - ks. Lín Yuntuan (października 2003 - 29 grudnia 2006) administrator apostolski
  - Vincent Huang Shoucheng (29 grudnia 2006 - 2016) administrator apostolski; biskup Funing
- Peter Lin Jiashan (2016 - nadal)

## Biskupi pomocniczy
- Hernando Eusebio Oscot y Colombres OP (1 października 1737 - 28 listopada 1743)

## Arcybiskupi bez mandatu papieskiego
Archidiecezją Fuzhou rządziło dwóch, nieuznawanych przez Stolicę Apostolską, arcybiskupów. Należeli oni do Patriotycznego Stowarzyszenia Katolików Chińskich i zostali mianowani z polecenia komunistycznych władz chińskich bez zgody papieża. Byli to:
- Joseph Lin Quan (1958 – 1990)
- Joseph Zheng Changcheng (1991 – 18 grudnia 2006)